# 神鉄バス
神鉄バス株式会社（しんてつバス、英：Shintetsu Bus Co.,Ltd.）は、神戸電鉄グループのバス会社。路線バス事業と貸切バス事業を展開する。
神鉄グループのバス会社として神戸電鉄のバス部門を分社して発足。神戸電鉄バスは戦後、神鉄沿線を中心として年々路線網を拡大していき、神鉄バスはこの神戸電鉄バスの路線を引き継いだものである。しかし近年は逆に縮小傾向にあり、2003年に主要な一般乗合路線を阪急バスへ譲渡し、自社の分譲地と最寄り駅を結ぶ培養路線のみの運行となった。2018年3月31日現在、営業キロ数は17.0 km、保有車両数は98両(乗合旅客 12両、貸切旅客 85両、特定旅客 1両)である。

## 沿革
- 1928年（昭和3年）7月30日 神戸有馬電気鉄道がバス営業開始（神戸～有野間、三輪～下唐櫃間）。
- 1943年（昭和18年）8月31日 直営バス事業を神姫合同自動車（神姫バスの前身）に譲渡。
- 1949年（昭和24年）10月1日 バス事業、新たに免許を得て事業再開。有馬町～三田駅前間営業開始。
- 1950年（昭和25年）6月26日　有馬町～平野間の休止路線を営業再開。
- 1951年（昭和26年）9月11日　貸切バス営業開始。
- 1952年（昭和27年）6月30日　日下部～有馬口間の休止路線を営業再開。三田駅前～平野間運行開始。
- 1953年（昭和28年）4月5日　道場川原～国鉄道場駅前間営業開始。
- 1957年（昭和32年）7月22日　バス運行系統新設、車両増車。
- 1960年（昭和35年）7月1日　神戸営業所、会下山車庫営業開始。
- 1961年（昭和36年）12月26日　小野営業所・車庫営業開始。
- 1962年（昭和37年）7月1日　神戸市交通局、神姫バスの3社共同運行で有馬温泉～三宮間営業開始。
- 1963年（昭和38年）
  - 2月1日　小野駅前～西脇駅前間営業開始。
  - 4月2日　谷上車庫使用開始。
  - 10月18日　鈴蘭台～神戸駅南口間営業開始。
  - 12月7日　有馬第2車庫使用開始。
- 1964年（昭和39年）5月20日　三田駅前～神戸駅南口間営業開始。
- 1967年（昭和42年）
  - 1月1日　日下部～道場南口間路線休止。
  - 7月19日　神戸営業所新設。
- 1968年（昭和43年）
  - 11月1日　神戸市交通局、神姫バス、阪急バスの4社共同運行で有馬温泉～六甲トンネル経由三宮間営業開始。神戸市交通局、神姫バスの3社共同運行で唐櫃団地～平野経由三宮間営業開始。有馬温泉～平野経由三宮駅前間廃止。
  - 11月5日　日下部～有馬口間路線休止。
- 1970年（昭和45年）3月15日　三田発有馬経由万国博会場行バス営業開始、9月13日終了。
- 1971年（昭和46年）6月25日　小野駅前～西脇駅前間路線休止。小野営業所廃止。
- 1974年（昭和49年）
  - 7月6日　有馬、神戸各営業所、有馬、会下山、谷上各車庫廃止。
  - 7月8日　唐櫃自動車営業所竣工。
  - 11月6日　一部の路線でワンマンバスの運行を開始。
- 1976年（昭和51年）4月8日　星和台自動車営業所竣工、星和台線　西鈴蘭台駅前～星和台間営業開始。
- 1977年（昭和52年）5月13日　小野駅前～西脇駅前間廃止。
- 1978年（昭和53年）
  - 2月15日　神戸電気鉄道の子会社として株式会社神鉄運輸サービス設立。
  - 11月25日　星和台線　星和台からひよどり台まで路線延長。
- 1979年（昭和54年）
  - 3月20日　若葉台～泉台間営業開始。
  - 11月1日　山の街駅前～つくしが丘公園間営業開始。
- 1983年（昭和58年）5月1日　山の街線　つくしが丘公園から筑紫が丘5丁目まで路線延長。
- 1984年（昭和59年）7月20日　泉台線　若葉台4丁目から惣山町まで路線延長。
- 1985年（昭和60年）8月1日　星和台自動車営業所を廃止し、星和台自動車車庫に変更。
- 1988年（昭和63年）
  - 4月2日　谷上駅～神戸北町（現　日の峰2丁目）間を神戸市交通局と共同運行で営業開始。
  - 7月1日　西鈴蘭台～しあわせの村（病院前）間営業開始。
- 1989年（平成元年）8月1日　鈴蘭台駅～谷上駅間営業開始。
- 1990年（平成2年）
  - 7月1日　谷上駅～筑紫が丘5丁目間営業開始。やきもち地蔵前～広陵町経由谷上駅に経路変更。
  - 12月1日　日の峰2丁目～神戸北町間の路線を延長。
- 1993年（平成5年）9月6日　ひよどり台～ＪＲ神戸駅間の路線を延長し神戸市交通局と共同運行になる。
- 1995年（平成7年）9月1日　箕谷駅前～しあわせの村（病院前）間を神戸市交通局と共同運行で営業開始。筑紫が丘5丁目～中央病院前経由泉台7丁目営業開始。谷上駅～神戸北町間路線休止。
- 1998年（平成10年）
  - 4月1日 神戸電鉄のバス部門を分社し神鉄バス株式会社として設立。
  - 10月　神鉄バス株式会社営業開始。
- 1999年（平成11年）8月　鵯越墓園巡回バス運行開始。
- 2000年（平成12年）5月　スルッとKANSAIによるバスカードシステム導入。
- 2001年（平成13年）
  - 4月　株式会社神鉄運輸サービスと合併[3]。
  - 12月1日 有馬温泉ループバス運行開始。
- 2003年（平成15年）10月1日 主要な一般乗合路線を阪急バスへ譲渡。阪急バスより運行業務・整備管理業務を委託。
- 2008年（平成20年）10月1日 星和台営業所路線でPiTaPa・ICOCA対応
- 2011年（平成23年）11月1日 有馬温泉ループバス路線休止（最終運行日は同年10月31日）。
- 2013年（平成25年）6月2日 社長川嶋勉が遺体で発見される 。
- 2014年（平成26年）4月1日 消費税率引き上げによる運賃改定（改定前→改定後：150円→160円、180円→190円）[4]
- 2016年（平成28年）4月1日 Suicaなど交通系ICカード全国相互利用サービスに対応開始。
- 2018年（平成30年）
  - 8月5日 有馬温泉コミュニティバス試験運行の運行開始[5]。（同年10月8日運行終了[6]）
  - 9月25日より北区役所と商業施設が入居する駅ビル「ベルスト鈴蘭台」の1階にできたバス乗り場へ移転した。

2019年（平成31年）10月1日 消費税率引き上げによる運賃改定（中央病院線の鈴蘭台駅前～惣山町1丁目を160円→170円に、星和台線の西鈴蘭台駅前～星和台2丁目間を160円→170円に変更。また、通勤定期・通学定期の発売額を変更。
- 2019年（平成31年）9月30日 この日をもって「阪急バス・神鉄バス共通昼間徳用回数券」の発売を終了。
- 2022年（令和4年）2月1日　ダイヤ改正。中央病院線と中里線の運行経路を一部変更。
- 2022年（令和4年）4月8日 中里線「神戸親和女子大学前」停留所新設。

## 路線バス
2023年（令和5年）4月7日現在、神鉄バスが運行する路線は以下の26系統である（阪急バスからの受託路線を含む）。
| 系統番号 | 起点         | 主要経過地                                                   | 終点          | 備考                   |
| -------- | ------------ | ------------------------------------------------------------ | ------------- | ---------------------- |
| 9        | 星和台4丁目  | 星和台2丁目 - 星和台ポラール前                               | 西鈴蘭台駅前  |                        |
| 10       | 西鈴蘭台駅前 | 星和台4丁目 - 星和台2丁目 - 星和台ポラール前                 | 西鈴蘭台駅前  |                        |
| 11       | 西鈴蘭台駅前 | 星和台4丁目 - 星和台1丁目                                    | 星和台2丁目   |                        |
| 12       | 谷上駅       | 小倉台4丁目                                                  | 筑紫が丘5丁目 | 阪急バスからの受託路線 |
| 16       | 鈴蘭台駅     | 水源地前 - 峠 - 山の街駅前 - 広陵町4丁目 - 小倉台4丁目       | 筑紫が丘5丁目 | 阪急バスからの受託路線 |
| 18       | 西鈴蘭台駅前 | 星和台4丁目 - 星和台1丁目 - 星和台東                         | 西鈴蘭台駅前  |                        |
| 19       | 泉台7丁目    | 北鈴蘭台駅 - 中央病院前 - 山の街駅前 - 広陵町4丁目           | 筑紫が丘5丁目 | 阪急バスからの受託路線 |
| 20       | 泉台7丁目    | 北鈴蘭台駅 - 中央病院前 - ［惣山循環］ - 北鈴蘭台駅          | 泉台7丁目     | 阪急バスからの受託路線 |
| 30       | 鈴蘭台駅     | 水源地前 - 峠 - 山の街駅前 - やきもち地蔵前 - 広陵町4丁目    | 谷上駅        | 阪急バスからの受託路線 |
| 61       | 鈴蘭台駅     | 水源地前 - 平野 - 大学病院前                                 | 神戸駅南口    | 阪急バスからの受託路線 |
| 150      | 神戸駅前     | 新開地 - 鵯越駅 - しあわせの村中央 - 西鈴蘭台駅- 広陵町4丁目 | 筑紫が丘5丁目 | 阪急バスからの受託路線 |
| 151      | 谷上駅       | 箕谷 - 西鈴蘭台駅 - ひよどり台 - 新開地                      | 神戸駅前      | 阪急バスからの受託路線 |
| 158      | 谷上駅       | 箕谷 - 日の峰2丁目 - ひよどり台 - 新開地                     | 神戸駅前      | 阪急バスからの受託路線 |
| 201      | 西鈴蘭台駅前 | 南五葉5丁目 - 鈴蘭台駅前 - 東山団地 -（惣山町4丁目）         | 中央病院前    |                        |
| 211      | 鈴蘭台駅前   | 中里北公園 - 中里町2丁目                                     | 中里町        |                        |
| 212      | 鈴蘭台駅前   | 神戸親和大学 - 中里北公園 - 中里町2丁目                      | 中里町        |                        |
| 213      | 鈴蘭台駅前   | 〈途中無停車〉                                               | 神戸親和大学  |                        |
| 401      | 保育所前     | 7棟前 - 南五葉5丁目                                          | 鈴蘭台駅前    |                        |
| 402      | 鈴蘭台駅前   | 〈途中無停車〉                                               | 保育所前      |                        |
| 403      | 鈴蘭台駅前   | 〈途中無停車〉                                               | 7棟前         |                        |
| 404      | 7棟前        | 君影6丁目                                                    | 鈴蘭台駅前    |                        |
| 405      | ダイエー前   | 南五葉5丁目                                                  | 7棟前         |                        |
| 406      | ダイエー前   | 郵便局前                                                     | 保育所前      |                        |
| 407      | 保育所前     | 7棟前 - コープ西鈴店                                         | 西鈴蘭台駅前  |                        |
| 408      | 西鈴蘭台駅前 | コープ西鈴店                                                 | 7棟前         |                        |
| 409      | 西鈴蘭台駅前 | コープ西鈴店                                                 | 保育所前      |                        |

### 星和台線
- 後乗り前降り　整理券方式。

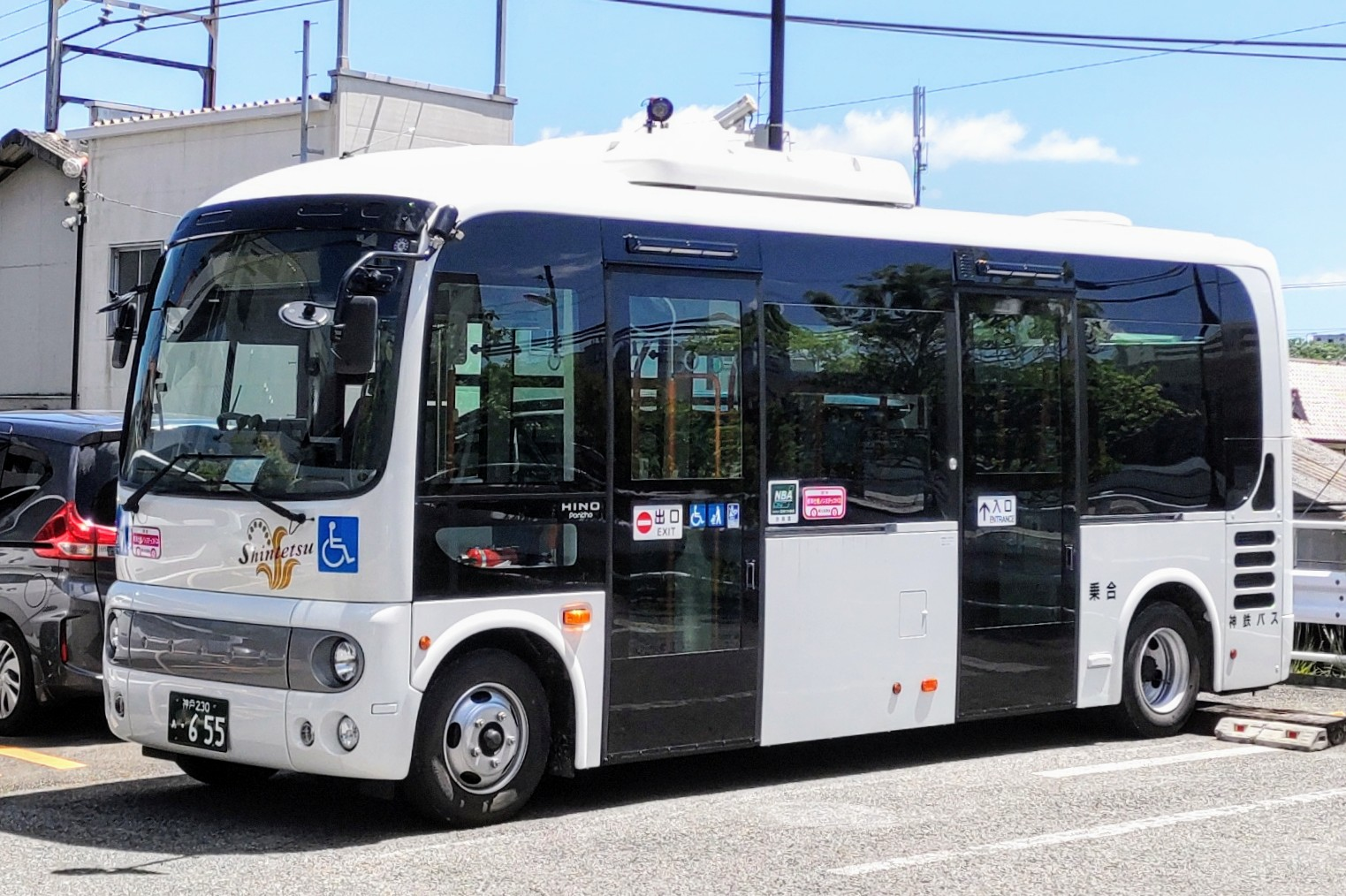
日野ポンチョ。星和台線の他、中央病院線と中里町線でも使用される。

- 西鈴蘭台駅前〜星和台循環内の運賃は大人230円・小児120円、他の区間は大人210円・小児110円。

- - 9系統　星和台4丁目→星和台2丁目→星和台ポラール前→西鈴蘭台駅前
  - 10系統　西鈴蘭台駅前→星和台ポラール前→星和台4丁目→星和台2丁目→星和台ポラール前→西鈴蘭台駅前
  - 11系統　西鈴蘭台駅前→星和台ポラール前→星和台4丁目→星和台2丁目
  - 18系統　西鈴蘭台駅前→星和台ポラール前→星和台4丁目→星和台東→星和台2丁目→星和台ポラール前→西鈴蘭台駅前
    - 系統番号無しで「星和台東回り2丁目止」という方向幕が用意されている。また、9系統の幕は「⑩西鈴蘭台駅前」となっていて9の番号は使用されていない。
- 1976年4月8日星和台自動車営業所を開所し、西鈴蘭台駅～星和台間3.4ｋｍの運行を開始した[8]。
- 1978年11月25日に星和台からひよどり台まで路線延長[9]。
- 1985年8月1日星和台自動車営業所を廃止し、星和台自動車車庫に変更[9]。
- 1987年から1991年の間に、南五葉3丁目、星和台ポラール前、下切公園前、星和台東の各バス停が新設された[10]。
- 2000年頃のダイヤは、平日49便、土曜36便、休日28便であった。
- 2001年春頃のダイヤは、平日48便、土曜36便、休日28便であった。
- 2001年夏頃のダイヤは、平日48便、土休日36便であった。
- 2002年春頃のダイヤは、平日50便、土休日38便であった。
- 2002年冬頃のダイヤは、平日52便、土休日50便であった。
- 2003年頃のダイヤは、平日51便、土休日43便であった。
- 2005年9月26日にダイヤ改正が行われた。
- 2007年3月31日にダイヤ改正が行われ、平日32便、土休日31便であった。
- 2007年7月1日より中型バスから小型バスでの運行となった。
- 2009年3月20日にダイヤ改正が行われた。
- 2012年5月19日にダイヤ改正が行われ、平日31便、土休日29便であった。
- 2013年3月30日にダイヤ改正が行われ、平日27便、土休日24便である。
  - 車両は、以前は大型バスを使用していたが、三田線を阪急バスへ移管後に余剰となっていた中型バスをするようになった。2007年7月1日より小型バスでの運行となった。ダイヤ改正ごとに便数が減少傾向である。

### 中里町線

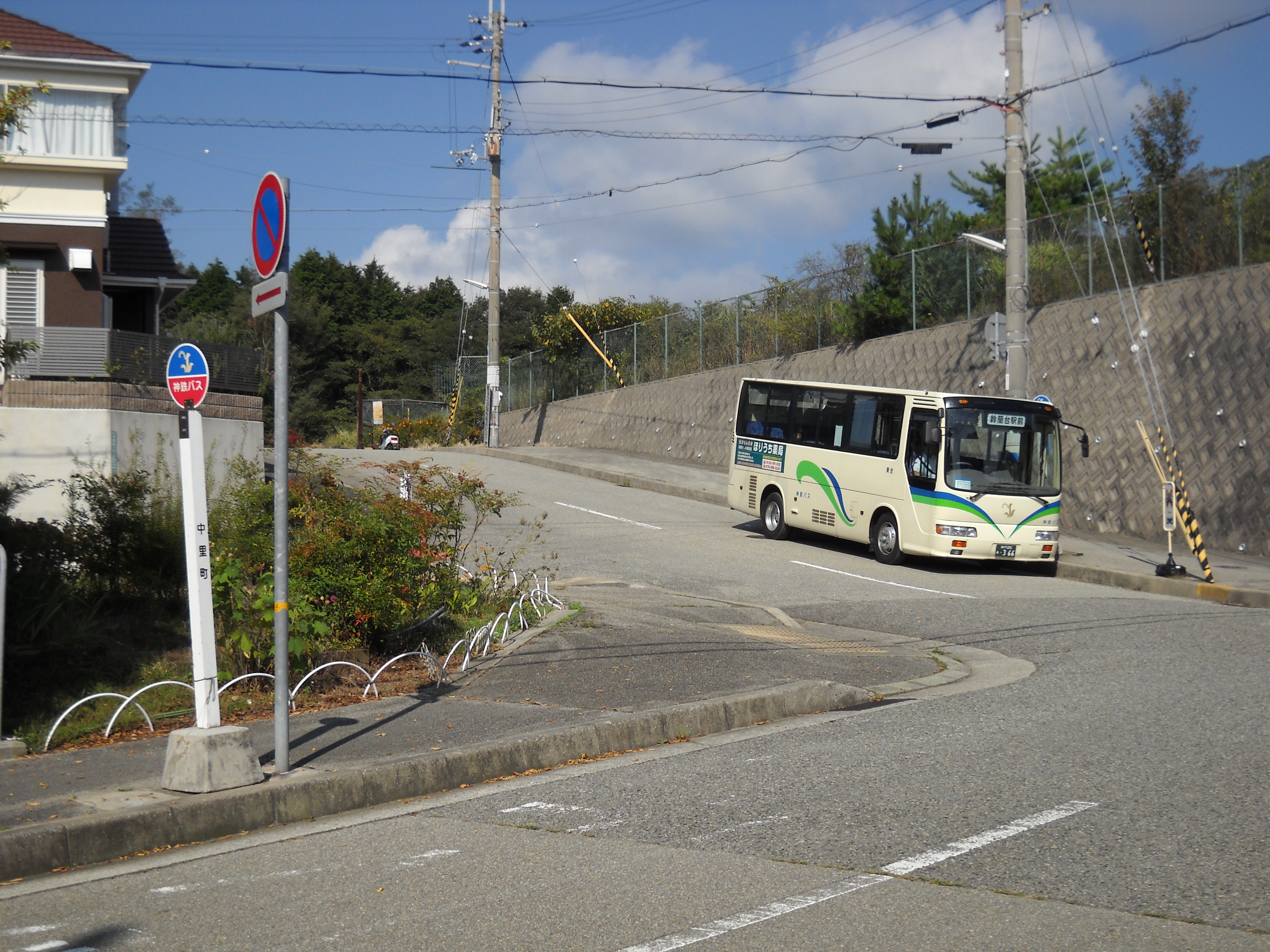
中里町バス停。（左側のバス停がおりばで、右側のバス停がのりば。）

- 後乗り前降り　整理券方式（開業時から平日のみの運行）。神戸市敬老優待乗車証は使用できない。
- 鈴蘭台駅前〜親和女子大前間および中里町内の運賃は大人210円・小児110円、鈴蘭台駅〜中里町間の運賃は大人240円・小児120円。
- 運行系統番号は、211・212・213系統。往路と復路でルートが大きく違っている（ルート詳細は上表参照））中里町に到着したバスは、中里グラウンドの駐車場で転回及び折返しの待機をしている。
- 駐車場閉鎖時は、降車停留所と乗車停留所の間にある信号の無い交差点で方向転換。
  - 中里町→中里中公園→中里北公園→(ノンストップ　中山橋交差点経由）→鈴蘭台駅前
  - 鈴蘭台駅前→(ノンストップ　鈴蘭台東口交差点→水源地交差点→水呑交差点経由)→中里北公園→中里中公園→中里町2丁目→中里町
- 2004年6月21日運行開始。中里町発が14便、鈴蘭台駅前発が14便であった。
- 2007年4月2日にダイヤ改正が行われ、中里町発が21便、鈴蘭台駅前発が21便と増便された。
- 2009年3月20日にダイヤ改正が行われ、中里町発が27便、鈴蘭台駅前発が30便とさらに増便された。
- 2015年4月6日にダイヤ改正が行われ、中里町発が12便、鈴蘭台駅前発が14便と大減便となり、朝夕のみの運行で、10時～16時台は運行されない。
- 2018年12月17日にダイヤ改正が行われ、午前の中里町発の2便、鈴蘭台駅前発の1便が2〜3分早くなった。
- 2022年4月8日に「神戸親和女子大学前」停留所を新設。212系統として鈴蘭台駅前→神戸親和女子大学前（降車のみ）→中里町行きを開設（神戸親和女子大学授業日は212系統として平日4便を運行。授業が無い日は従来通り211系統として運行）。また、213系統として鈴蘭台駅前～神戸親和女子大学前系統を開設し、平日18往復36便の運行とする。

### 中央病院線
- 後乗り前降り　整理券方式

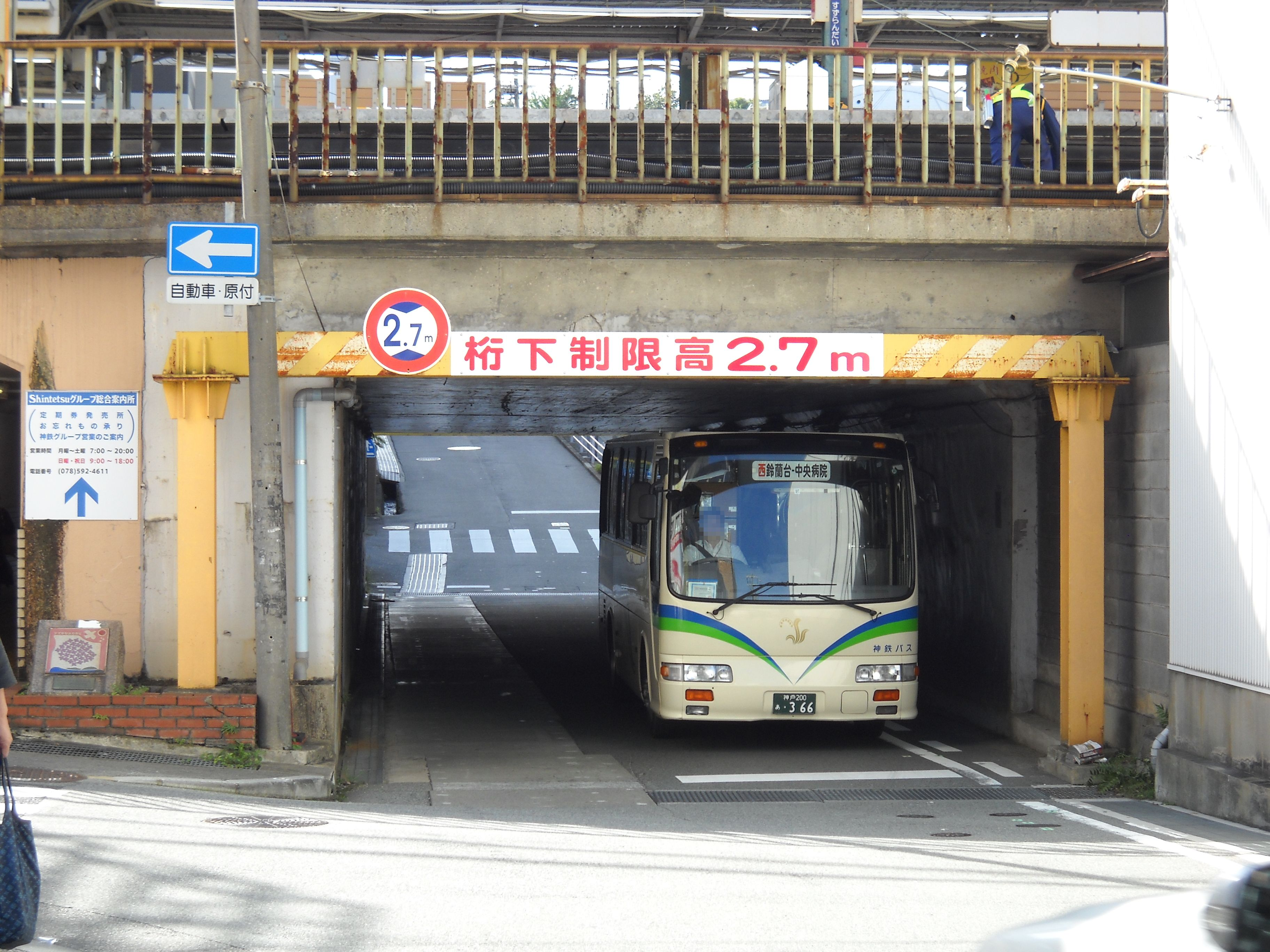
神戸電鉄鈴蘭台駅の高架下を通過する中央病院ゆきの神鉄バスの日野リエッセ。

  - 201系統　西鈴蘭台駅前→鈴蘭台駅前→東山団地→中央病院前→惣山町1丁目→東山団地→鈴蘭台駅前→西鈴蘭台駅前
- 西鈴蘭台駅前〜中央病院前間の運賃は大人320円・小児160円、鈴蘭台駅前〜中央病院前間の運賃は大人250円・小児130円。鈴蘭台駅前〜西鈴蘭台駅前間の運賃は大人210円・小児110円。
- 過去に存在したバス運行会社「神鉄運輸サービス」の運行で開設。
- 2001年4月の合併により、神鉄バスでの運行となる。
- 2001年から2004年の間に、南五葉5丁目バス停を新設。
- 2003年頃のダイヤは、平日12便、土曜10便、休日8便であった。
- 2004年6月21日にダイヤ改正が行われ、平日11便、土休日7便であった。
- 2007年3月31日にダイヤ改正が行われ、平日11便、土休日7便であった。
- 2010年10月1日西鈴蘭台駅前～鈴蘭台駅前間の運賃を同区間の君影線と合わせるため、10円値下げを行った。
- 2013年3月30日にダイヤ改正が行われ、平日11便、土休日6便である。
  - 平日は神戸中央病院へ行く乗客が多数を占める。また、東山団地と鈴蘭台駅前間は約850ｍほどの距離だが、道幅が狭く急な坂道が続く為、当該区間の利用も多い。
  - 開設当時から、運行時間帯は概ね9時から16時。

### 君影団地線
- 前乗り後降り　前払い均一運賃。
- 大人210円・小児110円

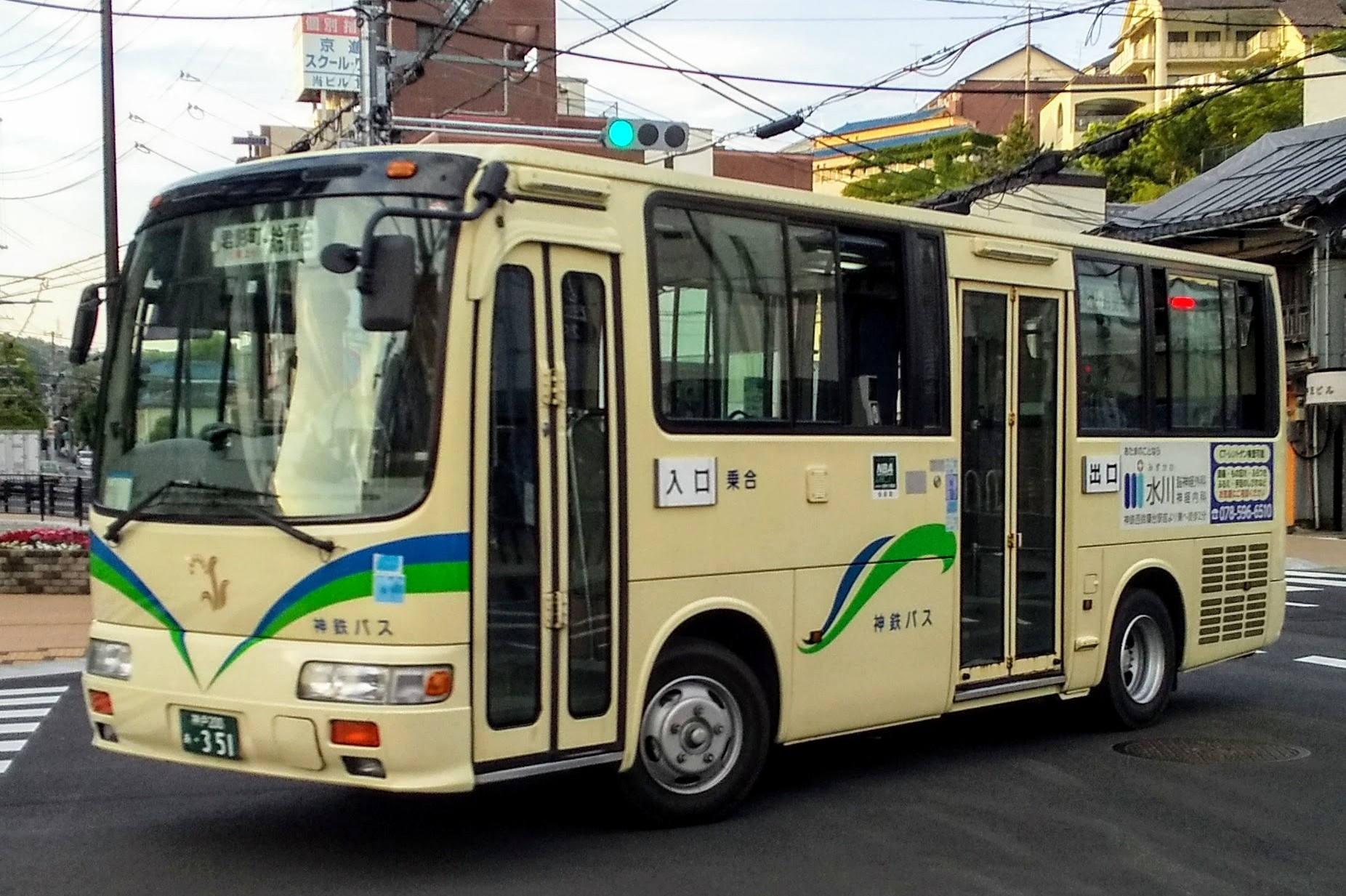
ビルトインクーラーによって車高を低くした特注仕様の日野リエッセ

- 系統番号があるが、バスの行先表示や停留所に掲出している時刻表への表記は無い。下記のように複雑な運用となっている。午前10時までは鈴蘭台駅前発で、午前10時からはダイエー前発となる。

- - （401系統）保育所前→7棟前→郵便局前→鈴蘭台駅前
  - （402系統）鈴蘭台駅前→保育所前
  - （403系統）鈴蘭台駅前→7棟前（途中停留所全通過）
  - （404系統）7棟前→保育所前→君影6丁目→鈴蘭台駅前
  - （405系統）ダイエー前→郵便局前→7棟前
  - （406系統）ダイエー前→郵便局前→保育所前
  - （407系統）保育所前→7棟前→西鈴蘭台駅前
  - （408系統）西鈴蘭台駅前→7棟前
  - （409系統）西鈴蘭台駅前→保育所前

一部の組み合わせを省き、上記の各系統を２つ組み合わせ、鈴蘭台駅前（ダイエー前）を起終点とした循環運行、もしくは鈴蘭台駅前（ダイエー前）から西鈴蘭台駅前、西鈴蘭台駅前から鈴蘭台駅前へと運行される。
- 神鉄運輸サービスの運行で開設。当初は、乗合許可路線（21条バス）だった。
- 2001年4月合併により神鉄バスでの運行となる。
- 2003年頃のダイヤは、平日鈴蘭台発123便、西鈴蘭台発26便、土曜鈴蘭台発117便、西鈴蘭台発26便、休日鈴蘭台発82便、西鈴蘭台発23便であった。
- 2004年までに、コープ東店前のバス停が廃止となった。
- 2005年9月26日にダイヤ改正が行われ、平日鈴蘭台発115便、西鈴蘭台発24便、土休日鈴蘭台発92便、西鈴蘭台発23便であった。
- 2006年10月に道路運送法が改正されて21条バスではなくなった。
- 2004年から2008年までの間に、1棟前、鈴蘭台営業所の各バス停が廃止となった。
- 2008年3月1日にダイヤ改正が行われ、平日鈴蘭台発115便、西鈴蘭台発28便、土休日鈴蘭台発92便、西鈴蘭台発26便であった。
- 2010年10月1日に南五葉五丁目バス停が新設された。
- 2015年4月6日にダイヤ改正が行われ、平日鈴蘭台発110便、西鈴蘭台発27便と若干の減便となった。土休日は不変。
  - 後に減便となったダイエー前20時3分発の便が君影6丁目止めとなり復活した。
- 2018年9月25日から、鈴蘭台駅前9時42分発の運行より、君影団地～鈴蘭台駅前行きルートを一部変更。新ルートは、君影団地（各バス停）～鈴蘭台橋左折～中山橋右折～鈴蘭台駅前着（７棟上がり鈴蘭台駅前行きのみ）。
- 2018年12月17日にダイヤ改正が行われ、保育所前6時14分発の便が6時11分発と3分早くなり、鈴蘭台駅前6時5分発の便が7棟上がり君影6丁目止めになった。

### 鈴蘭台線・西鈴神戸線・山の街線・泉台線

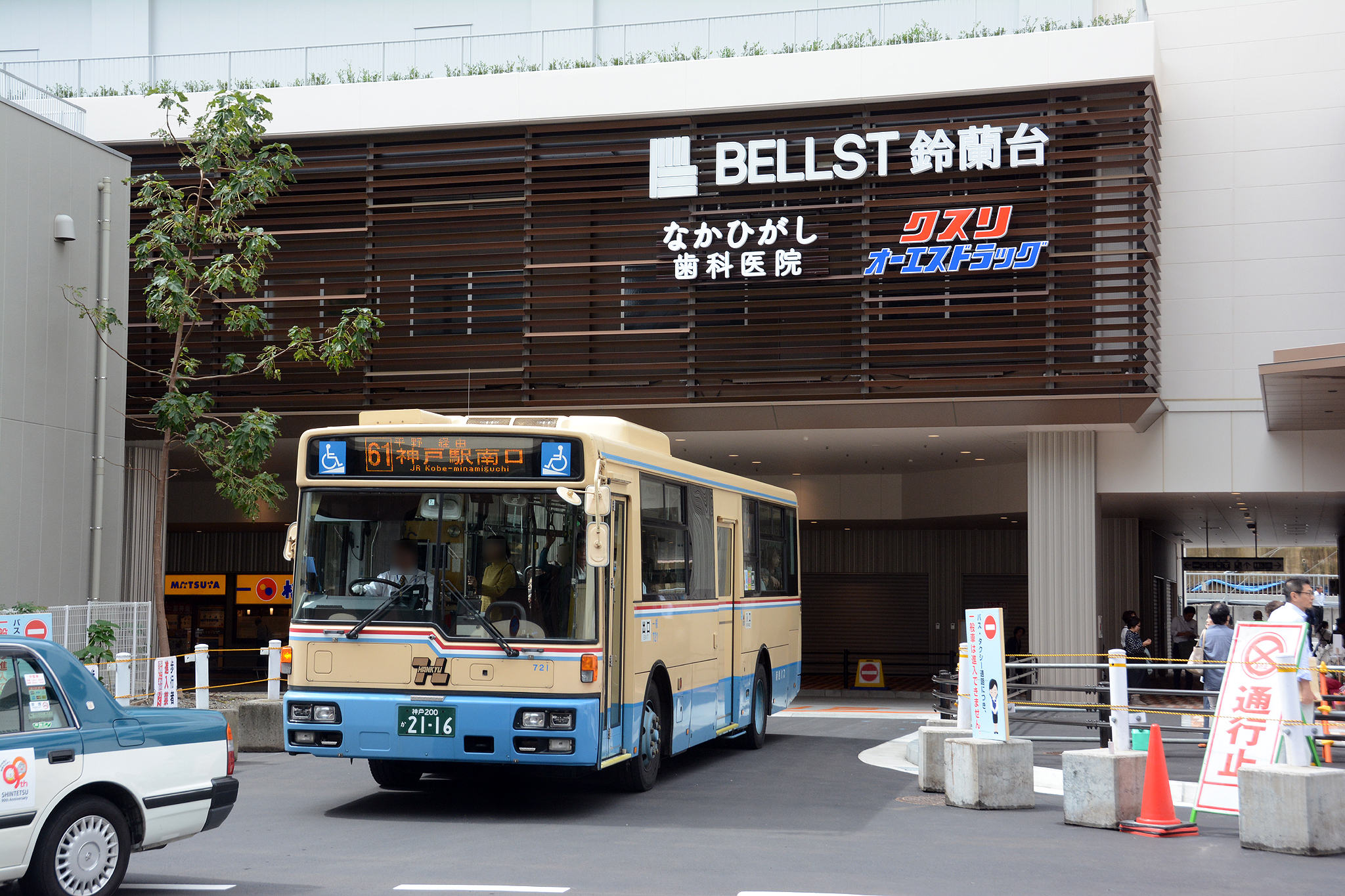
ベルスト鈴蘭台を発着する61系統（阪急バスの車両で運行している）

鈴蘭台線・西鈴神戸線・山の街線・泉台線の4路線9系統は、阪急バスからの受託を受けて運行を行っている。車両が阪急バスである以外は、運行業務・整備管理・乗務などすべて神鉄バスが行っているため、実質的に神鉄バスの路線と変わらない。
経由地の詳細は阪急バス唐櫃営業所を参照
- 鈴蘭台線（61系統）
- 西鈴神戸線（150系統・151系統・158系統）
- 山の街線（12系統・16系統・30系統）
- 泉台線（19系統・20系統）

## 車両
2023年（令和5年）10月24日現在、「神戸電鉄グループ統合報告書」によれば97両(乗合旅客 15両、貸切旅客 81両、特定旅客 1両)を保有している。阪急バスからの委託路線の車両については阪急バス唐櫃営業所を参照。
| 分類           | 車両数 |
| -------------- | ------ |
| 中型乗合路線車 | 6両    |
| 小型乗合路線車 | 9両    |
| 大型貸切車     | 37両   |
| 中型貸切車     | 24両   |
| 小型貸切車     | 20両   |
| 特定旅客車     | 1両    |

### 乗合車
日野・リエッセ、いすゞ・ジャーニーJ（リエッセのOEM車）、日野・リエッセII（後方にドアを増設）、日野・ポンチョの4車種が在籍し、リエッセおよびジャーニーJはリフト付きの車両も導入されている。過去には日野レインボー・7W、日産ディーゼル・RNも在籍していた。
鈴蘭台駅の高架下の道路には2.7 m（2009年までは2.5 m）の制限高が存在するため、屋根を低くする改造が施されているのが特徴である。改造はオートサービス関西で行われた。
乗降方法は後乗り前降りが基本だが、君影線のみ前乗り後降りであるため、車体側面の「入口」「出口」の札を差し替えることができる構造になっている。

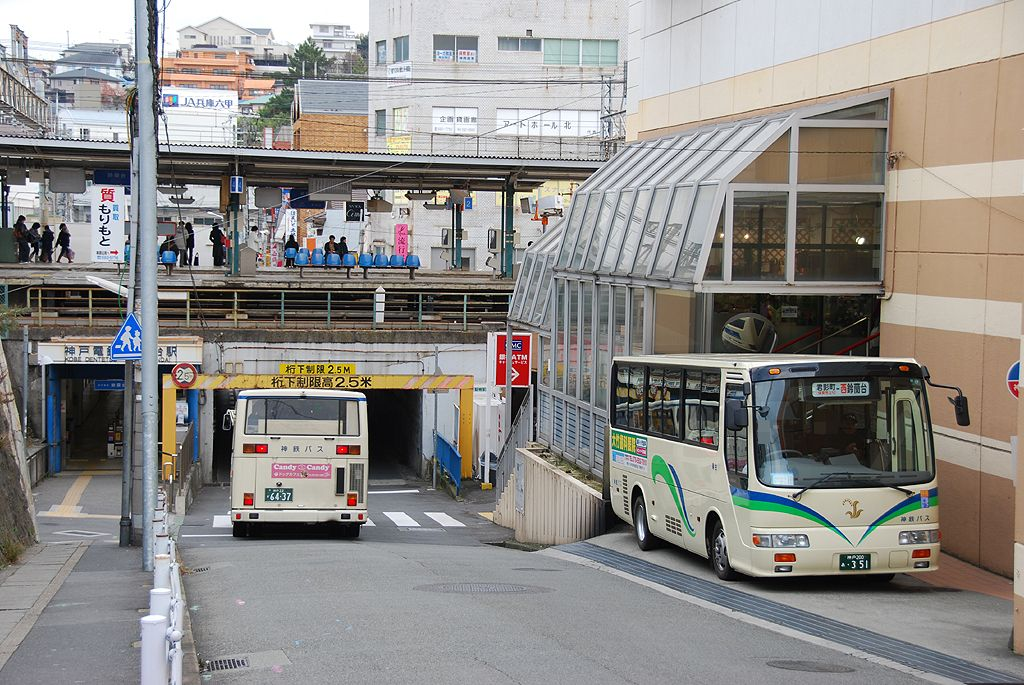
日産ディーゼル・RN（奥）と日野・リエッセ（手前）。鈴蘭台駅にて2008年12月28日撮影。当時、高架下の制限高は2.5mであった。
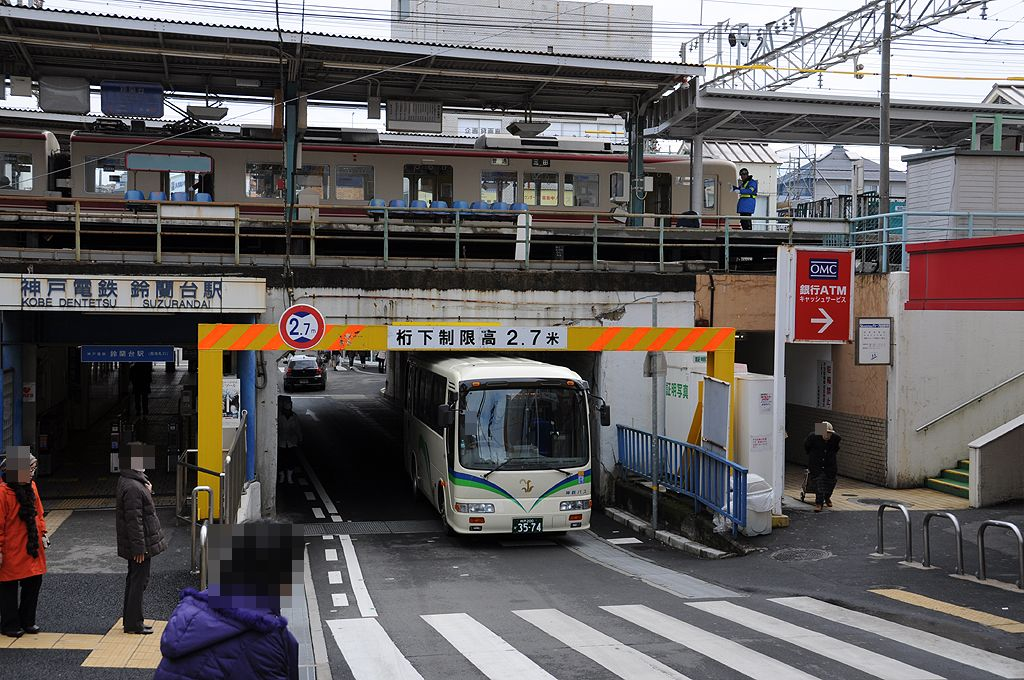
いすゞ・ジャーニーJ。 2011年2月17日撮影。高架下の制限高が2.7mに緩和されている。
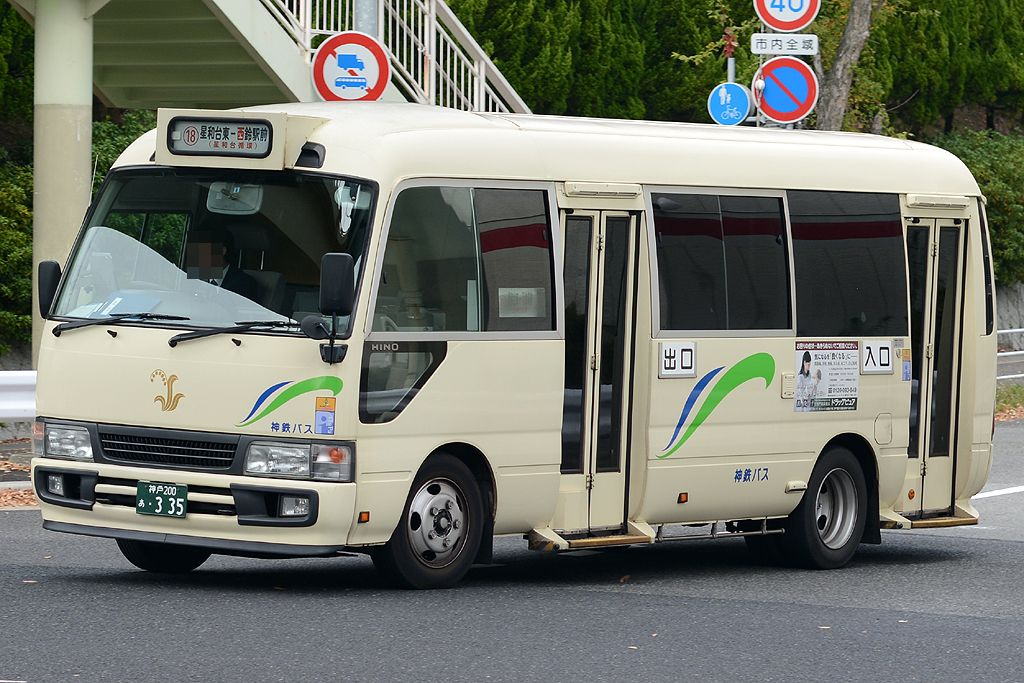
日野・リエッセII。後部にドアが増設されている。
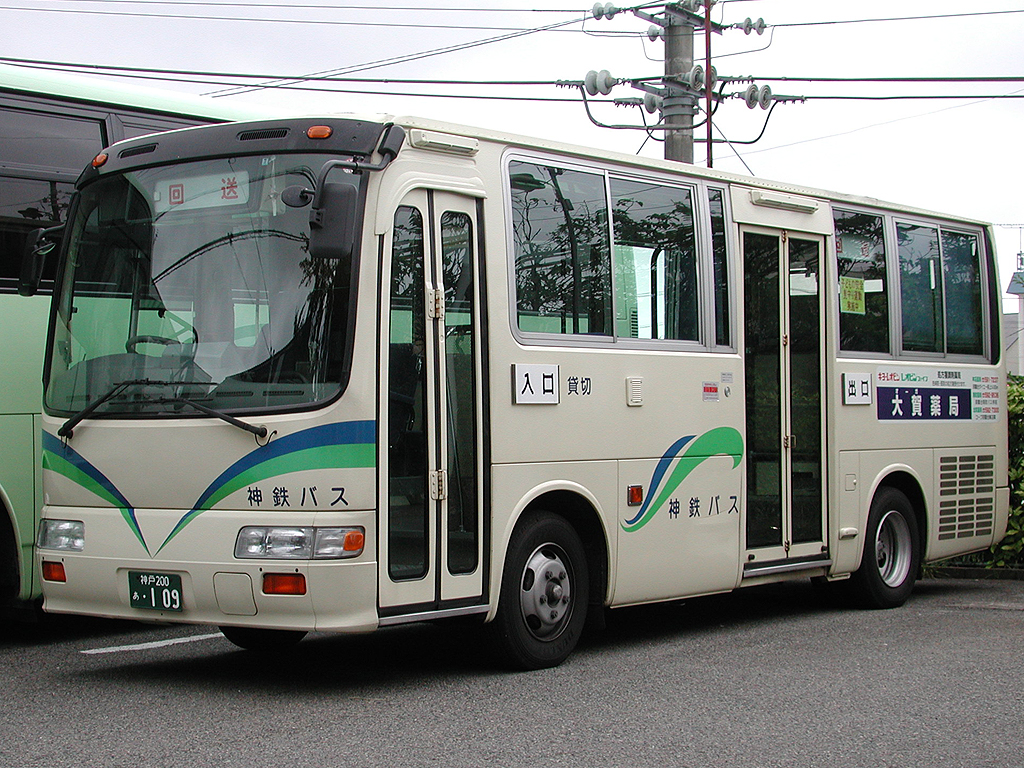
日野・リエッセ（廃車済）
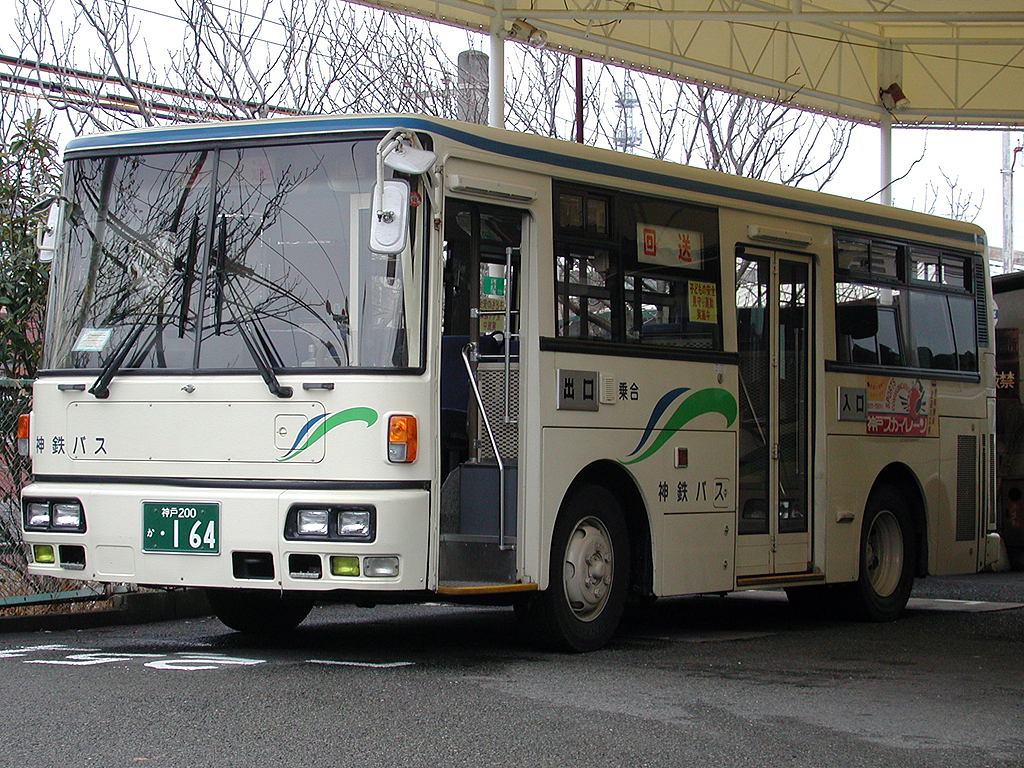
日産ディーゼル・RN（西日本車体工業製車体架装、廃車済）
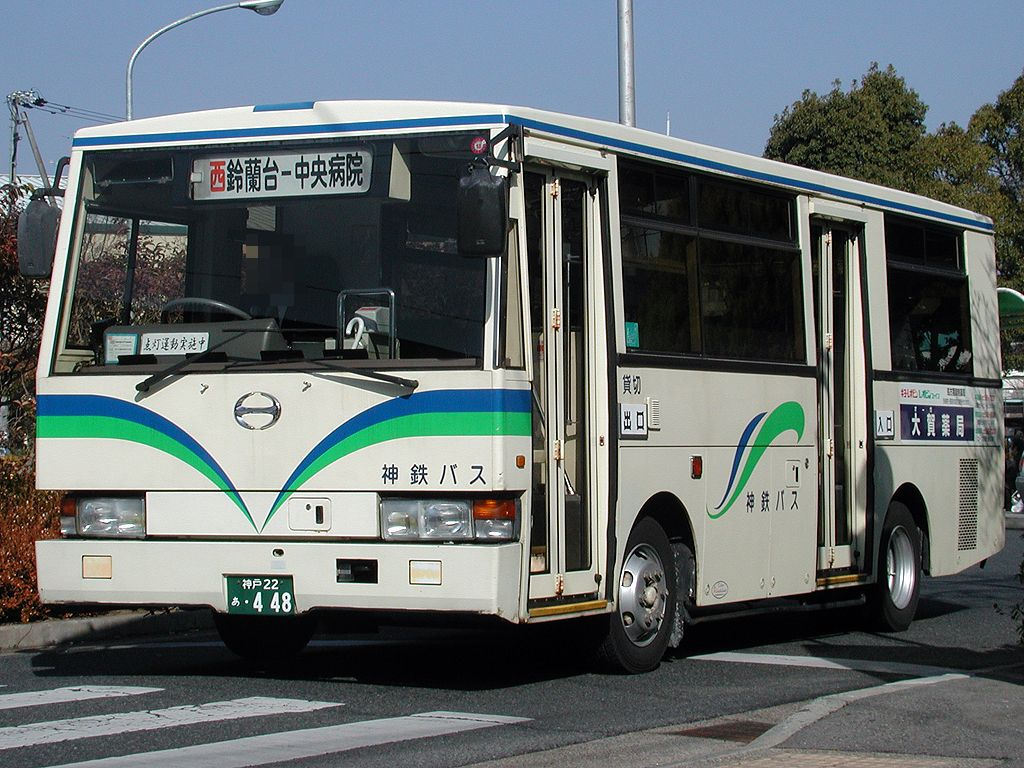
日野・レインボー7W（東京特殊車体製車体架装、廃車済）

### 貸切車
貸切バスは、大型バスから小型バスまで色々な車種を保有している。いすゞエルガ、日野メルファ、三菱ふそうローザが比較的保有数が多い。

## 過去の路線

### 三田線
- 1系統：有馬町～有馬駅前～下山口～新道場～三田駅前
- 4系統：有馬町～有馬駅前～下山口～日下部
- 17系統：三田駅前～新道場～下山口～金仙寺口

2002年10月1日に阪急バス山口営業所へ移管（4系統は移管前に廃止されている）

### 道場線
- 3系統：三田駅前～新道場～鎌倉峡口～JR道場駅前
- 15系統：三田駅前～新道場～鎌倉峡口
- 26系統：有馬町～有馬駅前～下山口～新道場～鎌倉峡口～JR道場駅前
- 27系統：有馬町～有馬駅前～下山口～新道場～鎌倉峡口

　1999年4月1日に休止となる。
1月18日・19日に運行される三田駅前～塩田八幡宮間の臨時バスは阪急田園バスが担当する。

### 三宮線
- 6系統：三宮駅前～新神戸駅～谷上駅～大池～有馬口駅前～有馬町

2002年10月1日に阪急バス山口営業所へ移管

### 神戸北町線
- 23系統：谷上駅→箕谷→日の峰2丁目→大原3丁目
- 24系統：神戸北町→日の峰2丁目→箕谷→谷上駅

1995年9月1日に158系統の開業に合わせて廃止。

### ひよどり台線
- 13系統：西鈴蘭台駅前→ひよどり台ホーム前→ひよどり台
- 14系統：ひよどり台→ひよどり台センター前→ひよどり台ホーム前→星和台2丁目→西鈴蘭台駅前
- 14系統：ひよどり台→ひよどり台センター前→ひよどり台ホーム前→西鈴蘭台駅前
- 25系統：西鈴蘭台駅前～しあわせの村中央～病院前

1993年9月6日に150系統の開業に合わせて廃止。

### 小野駅前～西脇駅前
- 小野駅前～保育園～敷地～古川～南坊～社町～社上本町～上中～上滝野～滝～板波～西脇駅前

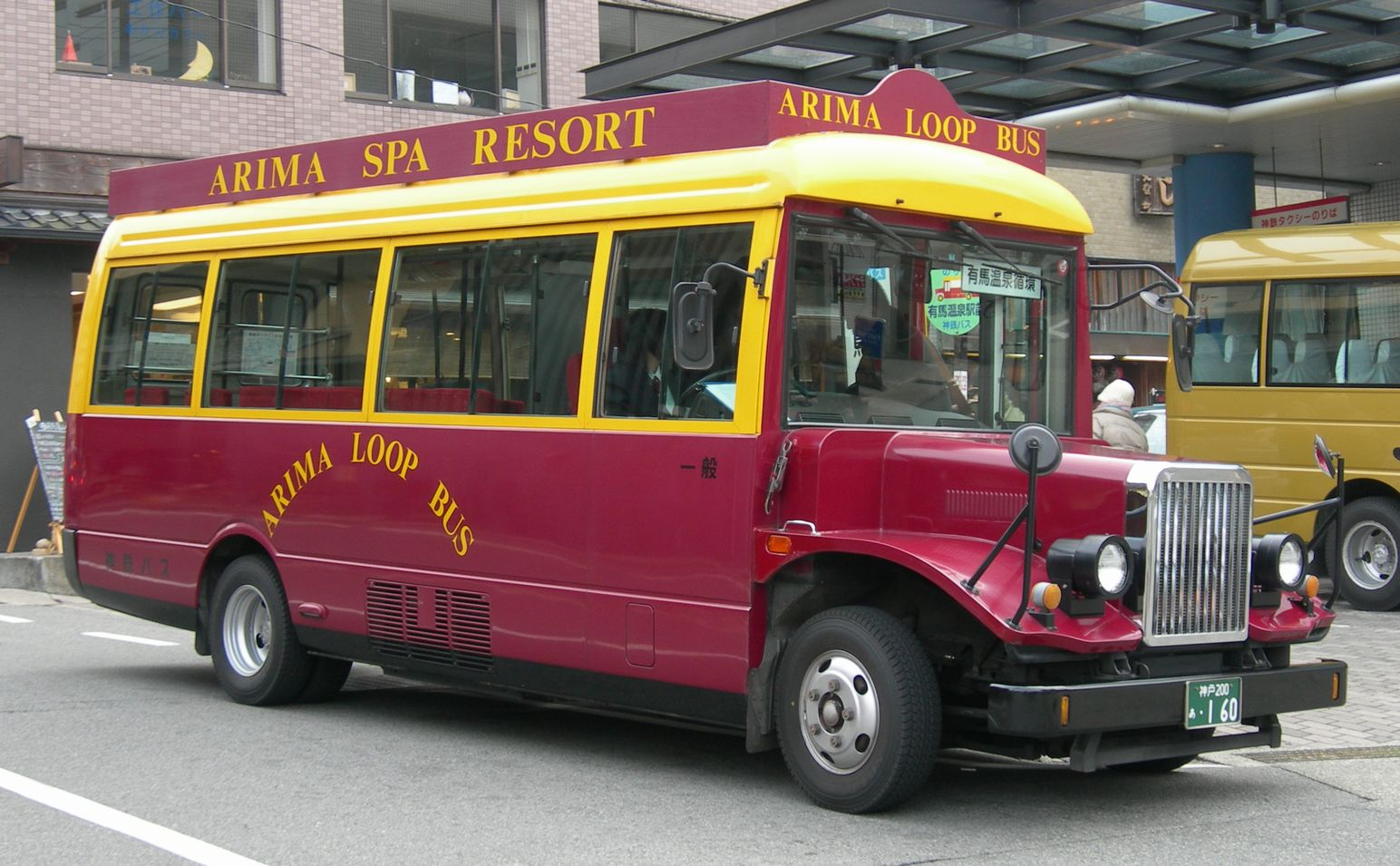
有馬温泉ループバス

### 有馬温泉ループバス
- 系統番号なし(循環運転)
  - 有馬温泉（阪急バス有馬案内所前）→ロープウェイ前→虫地獄→杖捨橋→瑞宝寺公園入り口→太閤橋→有馬温泉駅前（神戸電鉄有馬温泉駅）→峠道→乙倉橋→有馬温泉駅前→有馬西口→有馬温泉駅前→有馬温泉
- 2001年12月1日運行開始。
- 2008年9月1日、有馬わんだガーデンのバス停が休止。
- 2011年11月1日路線休止（最終運行日は同年10月31日）。
  - 毎日12便の運行だった。

### 有馬温泉コミュニティバス試験運行

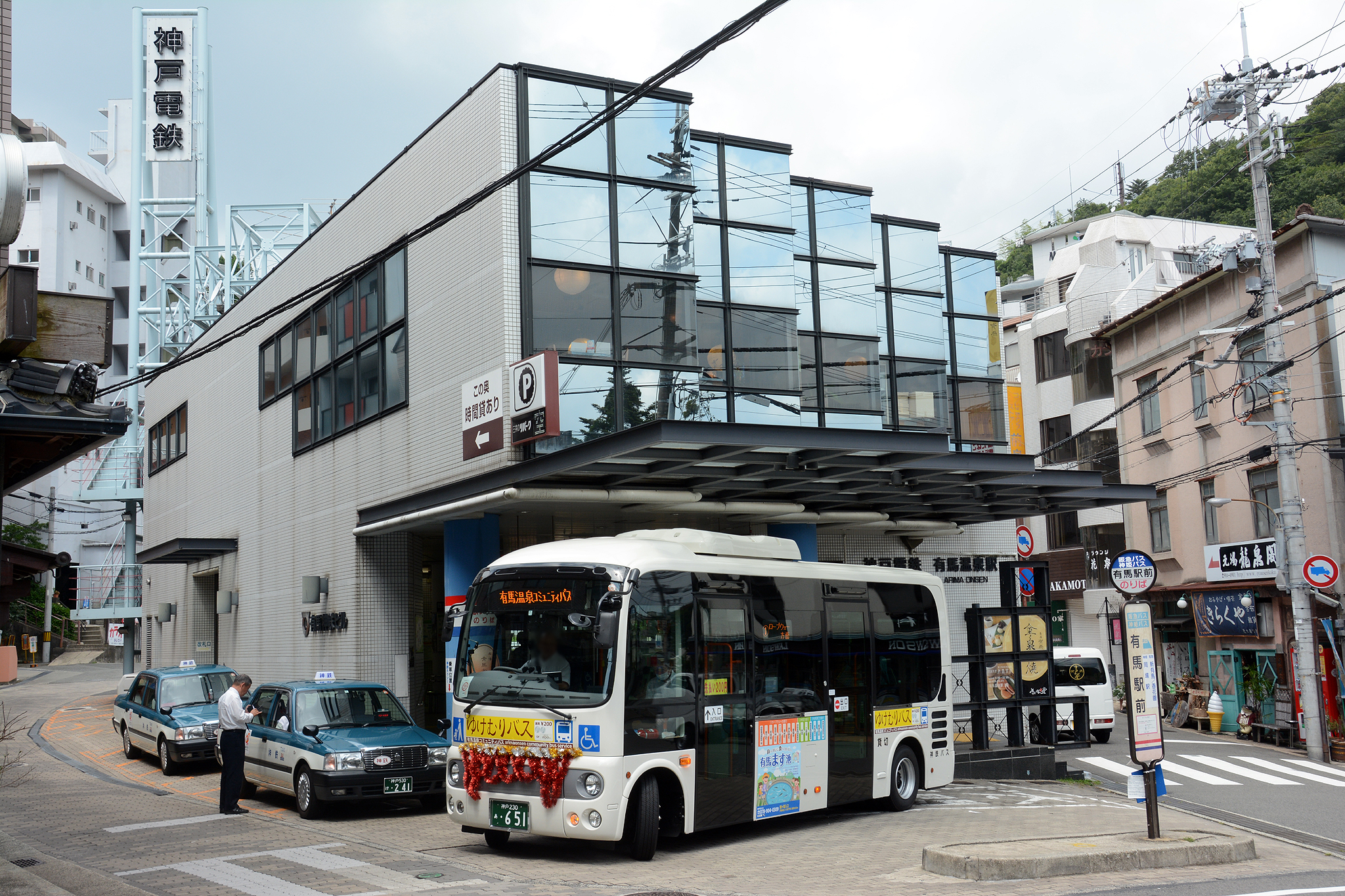
ゆけむりバス（有馬温泉駅前にて撮影）

- 2018年8月5日から10月31日まで運行予定[14]。
- 愛称名は「ゆけむりバス」。運賃は1乗車200円（大人、小児とも）。
- ダイヤは、平日および土日祝それぞれ午前6便、午後6便の計12便である。
  - 神鉄有馬温泉駅前（発）→東之町→杖捨橋→稲荷神社前→ロープウェー有馬温泉駅前→滝本町→伊奈野町→善福寺前→神鉄有馬温泉駅前→峠堂→乙倉橋→神鉄有馬温泉駅前→有馬西口→郵便局前→神鉄有馬温泉駅前（着）
- 8月5日の運行開始時に出発式が開催された。
- 10月9日に繰り上げ運行終了となった。

## 営業所・車庫
唐櫃営業所
1974年7月竣工で、当時の収容台数は22両であった。コイン洗車場として営業していた北側の土地を閉店後に貸切バス用の置き場に変更した。南側は阪急バス唐櫃営業所のバス置き場となっている。
星和台営業所
1976年4月竣工で、当時の収容台数は7両であった。給油設備を有する。2017年に南側に新しく建屋が完成し、北側にあった建屋は解体された。乗合用および貸切用の小型バスが留置されている。
大池の車庫
貸切バス用の置き場。
西鈴蘭台の車庫
旧神鉄運輸サービスの本社があった土地で、神鉄バスとの合併後は鈴蘭台営業所になった。2016年、東側の土地にコインパーキングを設置。
星和台南の車庫
2016年、ガソリンスタンドの跡地に完成。洗車設備を有する。

## 送迎バス
多くの送迎バスを運行しており、車体に学校名、施設名などを表記した専用のバスも多数運行されている。また、施設をイメージした車体に改造したバスや、ボンネットバスをイメージし改造されたファンタスティックバスもある。
- 神戸市立鵯越墓園[15]
  - 管理事務所前から墓園内を循環する墓参バスを運行している。[16]
- 神戸市立盲学校、神戸市立灘さくら支援学校、神戸市立青陽灘高等支援学校（旧・神戸市立青陽東養護学校）、神戸市立友生支援学校 神戸市立青陽須磨支援学校、神戸市立いぶき明生支援学校
  - いずれも送迎を担当。車両は大型の路線バスが使用されており、ボディカラーはレッドとアイボリーの2色を使用した神戸市教育委員会の指定デザインとなっている。
- 神戸市立のばら学園[17]
  - 日野・レインボーIIの中扉のみの特殊仕様車両も使用されている。
- キリンビール神戸工場
  - 神戸工場と三田駅、フラワータウン駅の間をラガーバスとして運行している[18]。2000年1月22日から日野・メルファをビール缶に見立てたバスで運行されていた[19]。当初は神鉄運輸サービスでの運用だったが、後に神鉄バスでの運行になった。2011年1月20日からは日野・ブルーリボンシティ ハイブリッドをオートサービス関西で改造し、ビール缶をイメージしたバスになっている[13]。
- 関西学院大学
  - 西宮上ケ原キャンパスと神戸三田キャンパスを結ぶシャトルバスとして運行されている[20]。
- 神戸市立森林植物園
  - 植物園と北鈴蘭台駅の間で運行されている[21]。
- 神戸親和大学
  - 大学と三宮駅、三田駅、フラワータウン駅、小野駅の各駅へ運行されている[22]。
- 親和中学校・親和女子高等学校
  - 学校と三田駅、唐櫃台駅の間で運行されている[23]。神戸親和女子大学当時の送迎バスに使われていた、いすゞ・ガーラミオを塗り替えて使用している。
- ザ・レジデンス芦屋スイート
  - 阪急芦屋川駅、ＪＲ芦屋駅、阪神芦屋駅を結ぶ定期循環バスを運行している[24]。日野ポンチョをオートサービス関西で改造し、ボンネットバスをイメージした車体となっていた[25]。現在は廃車され、マイクロバスもしくは日野・ポンチョでの運行となっている。
- 神港学園神港高等学校
  - 生徒の送迎用として運行されている。
- めんたいパーク神戸三田
  - 三田駅、フラワータウン駅を結ぶ無料送迎バスを運行している。[26]。
- 神戸北町スポーツクラブVivo
  - 同施設から谷上～星和台の住宅街への生徒送迎バスを運行している。
- 神鉄スイミングスクール
  - 同施設から谷上～星和台の住宅街への生徒送迎バスを運行している[27]。以前は、ボンネットバスをイメージした三菱ふそうローザが使われていた[25]。
- あいな里山公園
  - あいな里山公園長屋門前としあわせの村本館・宿泊館前を結ぶ里山公園送迎バスを運行している[28]。

## 自家用バスの運行管理業務
- 兵庫県立神戸特別支援学校、神戸市立いぶき明生支援学校[29]、神戸市立青陽須磨支援学校[30] 神戸市立友生支援学校
  - 兵庫県及び神戸市所有の自家用バスの運行管理を行っている。兵庫県立神戸特別支援学校のバスの後部には神鉄バスの運転士募集の広告が貼られている。